# Japan aktuell
Japan aktuell – Journal of Current Japanese Affairs (erschienen: 1993 bis 2008) ist eine wissenschaftliche Fachzeitschrift zu politischen, wirtschaftlichen und sozialen Entwicklungen in Japan.

## Herausgeber
Herausgeber der Japan aktuell war das GIGA Institute of Asian Studies (GIGA Institut für Asien-Studien) in Hamburg. Die Zeitschrift erschien zweimonatlich, im Jahr 2008 nur noch vierteljährlich und war Teil der GIGA Journal Family des GIGA German Institute of Global and Area Studies (Hamburg). Die Redaktion wurde von Dirk Nabers, Anja Walke und Ryôma Sakaeda geleitet.
Die GIGA Journal Family wird von der Deutschen Forschungsgemeinschaft (DFG) als Open-Access-Pilotprojekt gefördert. In dem auf zwei Jahre angelegten Projektzeitraum sollen mehrere etablierte sozialwissenschaftliche Fachzeitschriften, darunter auch die Japan aktuell, in Open Access Journals überführt und zusätzlich zur Printversion weltweit online angeboten werden.

## Konzept
Japan aktuell bietet Studien und Berichte zu den aktuell stattfindenden Reformen in der zweitgrößten Industrienation der Welt. Wichtige aktuelle Ereignisse und Zusammenhänge werden darüber hinaus in eingehenden Hintergrundanalysen kommentiert.
Die wissenschaftlichen Aufsätze werden vor ihrer Veröffentlichung einem doppelt anonymisierten Begutachtungsverfahren (Peer-Review) unterzogen, um die Qualität der Beiträge zu sichern.
Die Zeitschrift wendet sich an Fachleute, die sich in Wissenschaft und Politik, in Wirtschaft, Verwaltung und Medien mit Japan befassen. Die Zeitschrift gehört zum Bestand vieler öffentlicher und Universitäts-Bibliotheken etc. im Inland und Ausland und wird zum Beispiel an der Universität Bonn als eine der wichtigsten deutschsprachigen Periodika zu aktuellen Entwicklungen in dem asiatischen Land Japan eingestuft.